# Chrysichthys
Chrysichthys es un género de peces gato (orden Siluriformes) de la familia Claroteidae.

## Especies
Chrysichthys incluye las siguientes especies:
- Chrysichthys acsiorum Hardman, 2008
- Chrysichthys aluuensis Risch, 1985
- Chrysichthys ansorgii Boulenger, 1910
- Chrysichthys auratus (Geoffroy Saint-Hilaire, 1809)
- Chrysichthys bocagii Boulenger, 1910
- Chrysichthys brachynema Boulenger, 1900
- Chrysichthys brevibarbis (Boulenger, 1899)
- Chrysichthys cranchii (Leach, 1818)
- Chrysichthys dageti Risch, 1992
- Chrysichthys delhezi Boulenger, 1899
- Chrysichthys dendrophorus (Poll, 1966)
- Chrysichthys depressus (Nichols y Griscom, 1917)
- Chrysichthys duttoni Boulenger, 1905
- Chrysichthys habereri Steindachner, 1912
- Chrysichthys helicophagus Roberts y Stewart, 1976
- Chrysichthys hildae Bell-Cross, 1973
- Chrysichthys johnelsi Daget, 1959
- Chrysichthys laticeps Pellegrin, 1932
- Chrysichthys levequei Risch, 1988
- Chrysichthys longibarbis (Boulenger, 1899)
- Chrysichthys longidorsalis Risch y Thys van den Audenaerde, 1981
- Chrysichthys longipinnis (Boulenger, 1899)
- Chrysichthys mabusi Boulenger, 1905
- Chrysichthys macropterus Boulenger, 1920
- Chrysichthys maurus (Valenciennes, 1840)
- Chrysichthys nigrodigitatus (Lacepède, 1803)
- Chrysichthys nyongensis Risch y Thys van den Audenaerde, 1985
- Chrysichthys ogooensis (Pellegrin, 1900)
- Chrysichthys okae Fowler, 1949
- Chrysichthys ornatus Boulenger, 1902
- Chrysichthys polli Risch, 1987
- Chrysichthys praecox Hardman y Stiassny, 2008
- Chrysichthys punctatus Boulenger, 1899
- Chrysichthys rueppelli Boulenger, 1907
- Chrysichthys sharpii Boulenger, 1901
- Chrysichthys teugelsi Risch, 1987
- Chrysichthys thonneri Steindachner, 1912
- Chrysichthys thysi Risch, 1985
- Chrysichthys turkana Hardman, 2008
- Chrysichthys uniformis Pellegrin, 1922
- Chrysichthys wagenaari Boulenger, 1899
- Chrysichthys walkeri Günther, 1899

Además hay dos especies extinguidas:
- †Chrysichthys macrotis Van Neer, 1994 (extinto)
- †Chrysichthys mahengeensis Murray & Budney, 2003 (extinto)